# Biovaleta

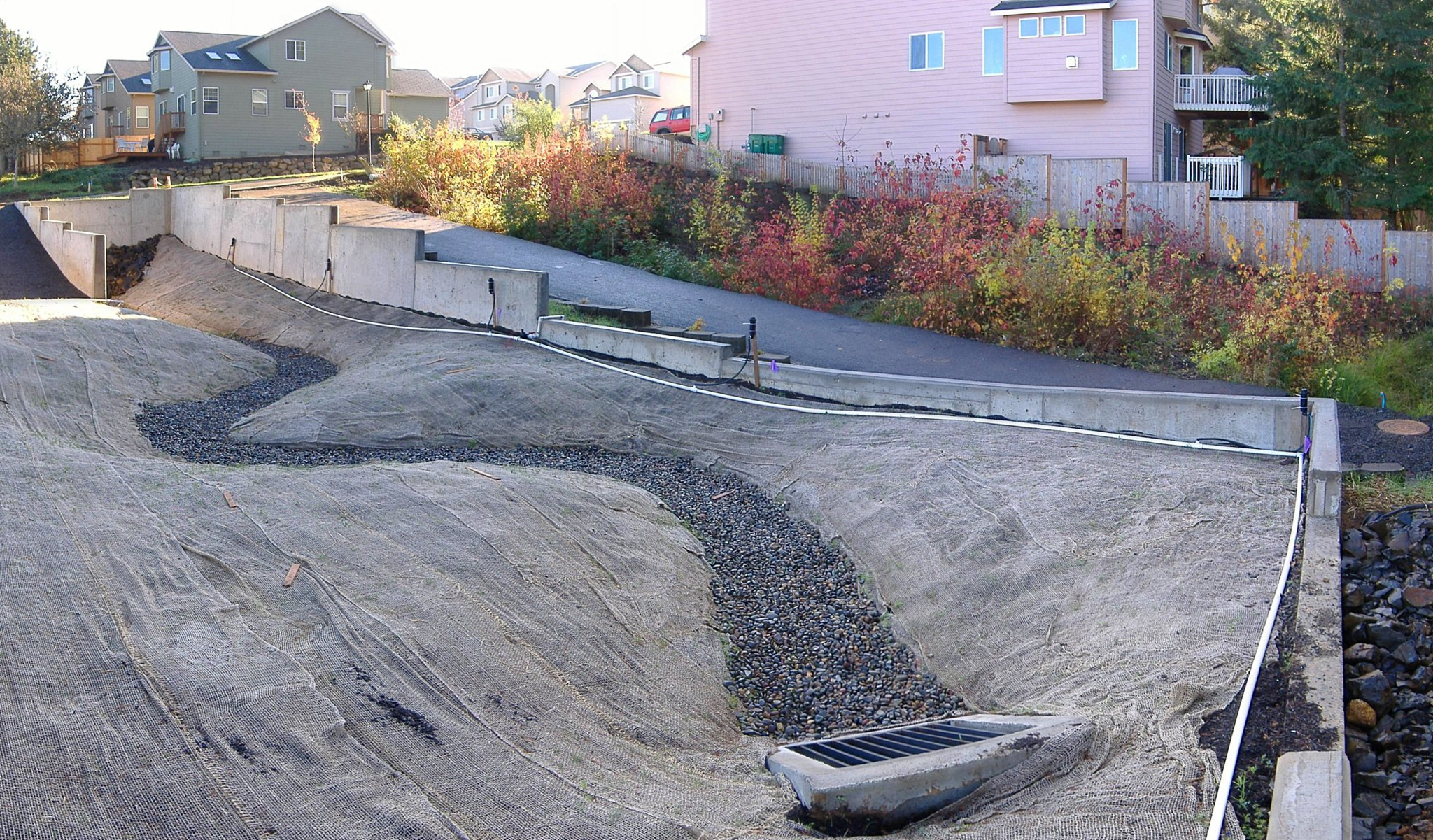
Duas biovaletas em ma biovaleta em construção; ao fundo, uma já conum conjunto habitacional. Em primeiro plano, ustruída

Biovaletas são canais projetados para acumular e escoar águas pluviais removendo detritos e poluição. As biovaletas também podem ajudar na reabsorção de água da chuva e na recarga de aquíferos.
As biovaletas podem ser ajardinadas, recobertas com forragem ou xerojardinadas. São caracterizadas por valas de drenagem com laterais levemente inclinadas (tipicamente inferior a 6%). O projeto da biovaleta destina-se a aumentar, de forma segura, o tempo que a água da chuva leva para escoar, ajudando, neste processo, na coleta e remoção de poluentes, lodo e detritos. Dependendo da topografia do local, a biovaleta pode ser reta ou sinuosa. Microbacias de detenção também podem ser criadas ao longo do curso da biovaleta para aumentar a infiltração de águas pluviais. A composição de uma biovaleta leva em conta diversas variáveis, dentre as quais o clima, os padrões de chuva, as dimensões de captação de água da chuva, o orçamento disponível e o tipo de vegetação adequado.
As biovaletas devem receber manutenção periódica para que se mantenham em funcionamento eficiente e eficaz na remoção de poluentes da água escoada. Incluir a manutenção no planejamento é uma parte importante do projeto, que pode prever a implantação de filtros ou grandes rochas para evitar entupimentos. A manutenção anual por meio de testes de solo, inspeção visual e testes mecânicos também é crucial para a saúde de uma biovaleta.
As biovaletas costumam ser instaladas ao longo de ruas e ao redor de estacionamentos, onde poluição automotiva substancial se instala no pavimento e é liberada pelas primeiras chuvas do ciclo anual. Biovaletas, ou outros tipos de biofiltros, podem ser criados em torno das bordas dos estacionamentos para capturar e tratar o escoamento de águas pluviais antes de liberá-lo na bacia ou esgoto pluvial.

## Contaminantes mitigados
Biovaletas contribuem para remover poluentes através da vegetação e do solo. À medida que as águas pluviais fluem pela biovaleta, os poluentes são capturados e sedimentados pelas folhas e caules das plantas. Os poluentes que não sejam capturados pela vegetação são absorvidos pelo solo, onde se neutralizam ou podem ser decompostos por bactérias em solo saudável.
Existem várias classes de poluentes da água que podem ser coletados ou sequestrados por biovaletas. Estes se enquadram nas categorias de silte, contaminantes inorgânicos, produtos químicos orgânicos e patógenos.
- Silte: a forma como biovaletas são construídas e ajardinadas retarda o fluxo de silte e reduz a turbidez das águas receptoras. Filtros podem ser implantados ao longo do caminho para capturar detritos e silte durante o processo.[9]
- Contaminantes orgânicos: muitos contaminantes orgânicos, inclusive os hidrocarbonetos aromáticos policíclicos, volatilizam ou degradam com o tempo, e as biovaletas retardam o fluxo desses materiais para os cursos d'água, evidando assim que eles prejudiquem a vida aquática. Embora nem todo material orgânico seja capturado, a concentração de material orgânico é bastante reduzida pelas biovaletas.[8]
- Agentes patógenos: em biovaletas, os patógenos podem ser privados de hospedeiro ou de suprimento de nutrientes por tempo suficiente para se tornarem o alvo de um ser heterotrófico.[10]
- Compostos inorgânicos: entre os compostos inorgânicos mais comuns estão macronutrientes como fosfatos e nitratos. Esses nutrientes vêm principalmente do escoamento agrícola decorrente do excesso de fertilização. O excesso de fosfatos e nitratos pode causar eutrofização em zonas de descarte e águas receptoras. Certos tipos de plantas, implantadas em biovaletas, podem absorver o excedente dsses nutrientes.[11]
- Compostos metálicos:  metais como mercúrio, chumbo, cromo, cádmio e outros metais pesados se acumulam na estrutura das biovaletas. Esses metais aos poucos extravasam para o solo ao redor. Em locais em que o escoamento superficial transporta esses tipos de metais, a renovação periódica do solo é necessária para evitar que os metais se dissolvam e sejam liberados de volta no meio ambiente. Nesses casos, as biovaletas podem ser projetadas para incluir espécies de plantas hiperacumuladoras. Essas plantas absorvem e acumulam metais (sem transformá-los). Nesses casos, é importante que os caules podados destas plantas não sejam utilizados para compostagem.[12]

## Locais adequados para biovaletas
As biovaletas podem ser implementadas em áreas onde se pretende controlar o escoamento superficial de águas pluviais e, se necessário, descontaminá-lo. Elas são criadas para lidar com a primeira descarga de poluentes durante as chuvas, sendo, portanto, adequadas para locais com grandes áreas de superfície impermeável, como estradas, estacionamentos ou telhados. Elas também podem ser integradas em canteiros de estradas, recortes de meio-fio, calçadas ou qualquer espaço público.

## Benefícios
Biovaletas são instrumentos de desenvolvimento urbano de baixo impacto, úteis para diminuir a velocidade do escoamento de águas pluviais e remover poluentes da água escoada. Elas protegem cursos d'águas e corpos hídricos, além de reduzir o impacto de chuvas de alta intensidade em áreas urbanas com impermeabilização intensa. Quanto mais tempo o escoamento fica dentro da biovaleta, melhor é o resultado da remoção de poluentes. As biovaletas também ajudam a reduzir a necessidade de bacias de detenção, reduzindo assim as áreas urbanas que propiciam a reprodução de mosquitos em épocas de chuva. Elas também podem ser projetadas para compor o paisagismo urbano e servir de habitat para animais de pequeno porte. Elas também contribuem para a recarga de aquíferos.

## Manutenção
A manutenção periódica adequada é importante para prevenir que sejam gerados custos de restauração de biovaletas. Acúmulo de sedimentos, lixo e crescimento inadequado da vegetação podem afetar a qualidade e o desempenho das biovaletas. É importante que já nas fases de planejamento e projeto sejam previstas servidões para facilitar a manutenção, instalar maquinário e assegurar segurança para quem faça a manutenção. Existem diferentes tipos de filtros que podem ser usados para capturar sedimentos. Faixas de grama filtrante e camadas de rocha podem ser usadas para filtrar sedimentos e partículas, da mesma forma que em jardins de chuva; no entanto, sem manutenção adequada, as biovaletas podem se impermeabilizar, com o tempo, passando a funcionar como valetas de escoamento comuns. Pontos de acesso para manutenção têm se tornado mais comuns devido à facilidade de manutenção e uso. Evitar o uso de plantas forrageiras flutuantes e selecionar as plantas de baixa manutenção são formas de assegurar melhor eficiência nas biovaletas. A avaliação de desempenho das biovaletas pode ser constituída de quatro etapas, conforme necessidades locais: inspeção visual, teste de capacidade, escoamento sintético e monitoramento.
A inspeção de rotina é necessária para garantir que o desempenho e a estética dos biovaletas não sejam comprometidos. O tempo e a frequência das inspeções variam de acordo com especificidades locais, mas devem ocorrer pelo menos uma vez por ano. Várias formas de inspeção podem ocorrer, visualmente ou mecanicamente. A observação visual da vegetação, água e enseadas são cruciais para garantir o desempenho. Algumas organizações utilizam checklists para agilizar o processo de inspeção visual.
Existem diferentes métodos para determinar se uma biovaleta precisa de manutenção. Parâmetros de desempenho (velocidade de escoamento e infiltração, por exemplo) podem ser estabelecidos e verificados periodicamente para determinar necessidade de manutenção. Um infiltrômetro pode ser usado para medir a taxa de infiltração. Testes de química do solo também podem ser necessários para avaliar se o solo tem recebido níveis relevantes de qualquer poluente. Fósforo e altos níveis de salinidade no solo são dois poluentes comuns que devem ser mitigados. A análise da concentração de poluentes de entrada e saída também é outra maneira de determinar o nível de desempenho das biovaletas.
Há três tipos de manutenção periódica a serem feitas. A manutenção estética é feita para remover as ervas daninhas que afetam o desempenho das demais plantas e da própria biovaleta, limpar e retirar o lixo e manter a aparência da vegetação. A restauração parcial é necessária quando a entrada está bloqueada por sedimentos ou quando a vegetação precisa ser substituída. A restauração completa é necessária quando a biovaleta já não filtra poluentes adequadamente e seu desempenho passa a ser insuficiente.

## Projeto
Pela variação natural das estações do ano, é comum que biovaletas alternem períodos de chuvas prolongadas e intensas com períodos de estiagem. É importante levar em consideração como a vegetação implantada evoluiá com o tempo e avaliar os tipos de plantas mais adequados em face do clima da sua região de implantação.
Existem quatro tipos de biovaletas que podem ser construídos, dependendo das necessidades do local.
- Biovaletas de vegetação rasteira, fisicamente parecidas com gramados comuns. Esses tipos de biovaletas tendem a ser menos eficazes do que biovaletas vegetadas no tratamento do escoamento de águas pluviais e na retenção de água em eventos de chuva prolongada, mas melhores do que gramados implantados sobre terreno natural.
- Biovaletas vegetadas com plantas de crescimento mais alto, vegetações ornamentais, arbustos e até árvores. Esses tipos também podem ser revestidos com rochas para diminuir a velocidade do escoamento de águas pluviais e para aumentar o tempo de retenção, melhorando o processo de filtragem. Elas também podem prever vegetação especializada na remoção de determinados produtos químicos, a depender das demandas de onde sejam instaladas.
- Biovaletas de baixo uso de água são úteis em áreas que tendem a ser mais secas com clima mais quente. As biovaletas que fazem uso de xerojardinagem normalmente recebem rega apenas após chuvas e tempestades, resistindo a períodos prolongados de seca.
- As biovaleias úmidas são semelhantes às zonas úmidas que retêm água por um período de tempo muito mais longo, o que permite a infiltração prolongada de águas pluviais, no lugar de apenas extravasar as águas no sistema de coleta pluvial.

As biovaletas exigem composição do solo com baixa quantidade de argila, preferencialmente não superior a 5%. O solo existente antes da implementação não pode estar contaminado. Elas são construídas com uma baixa inclinação longitudinal para permitir que os sedimentos se assentem, evitando percolação superficial ou subsuperficial. É comum que se instale um dreno de transbordamento, tipicamente a pelo menos 15 centímetros da superfície do jardim, para permitir que exista um espaço para acúmulo de água de chuva para posterior infiltração em eventos de chuva intensa. Rochas também podem ser usadas para diminuir a velocidade de escoamento. O uso de filtros é importante para evitar que as entradas fiquem bloqueadas por sedimentos ou lixo.

## Exemplos
Dois projetos pioneiros de biovaletas projetadas para uso em larga escala se localizam no oeste dos EUA. Em 1996, no parque linear Willamette em Portland, Oregon, um total de 710 metros lineares de biovaletas foi projetado e instalado para capturar e evitar que o escoamento de poluentes seja escoado no rio Willamette. Bacias de detenção foram instaladas para estimular ainda mais a captura de silte, o que reduziu em 50% os sólidos suspensos que entram no sistema fluvial.
Um segundo exemplo de biovaleta projetada em grande escala está no Carneros Business Park, em Sonoma County, Califórnia. A partir de 1997, a equipe de projeto trabalhou com o Departamento de Pesca e Caça da Califórnia e o Condado de Sonoma para produzir um projeto detalhado para canalizar o escoamento superficial no perímetro de uma grande área de estacionamento. O escoamento superficial é o escoamento de áreas impermeabilizadas e uma construção como telhados, estacionamentos e as construções ao norte do local do projeto. Um total de 3,2 quilômetros lineares de biovaletas foi implantado no projeto. O objetivo era minimizar a entrada de contaminantes do escoamento superficial no ribeirão Sonoma. O canal é forrado de grama e tem formato linear. O gradiente descendente é de aproximadamente 4% e o gradiente transversal é de aproximadamente 6%.
Mais recentemente, foi implantado o projeto "Street Edge Alternatives" (SEA) em Seattle, Washington, concluído em 2001. Em vez de usar tubulações tradicionais, o objetivo da SEA era criar uma paisagem natural que representasse como era a área antes do desenvolvimento. A rua era 11% mais permeável do que uma rua comum e era caracterizada por árvores perenes e biovaletas. As biovaletas foram implantadas em encostas graduadas com plantas típicas de terras úmidas, além de plantas comuns. Também foram implantadas plantas nativas. A SEA resultou em significativo ganho para a mitigação do escoamento de águas pluviais, contribuindo para proteger a ecologia do riacho de Seattle. A rua do projeto também criou um local mais convidativo e esteticamente agradável, em oposição ao paisagismo rígido das ruas comuns.
O Departamento de Proteção Ambiental da cidade de Nova York (NYC DEP) construiu mais de 11.000 jardins de chuva nas calçadas que, por sua extensão e disposição linear, atuam como biovaletas. Eles foram construídos por toda a cidade para gerenciar o escoamento das águas pluviais e melhorar a qualidade da água nos cursos d'água da cidade. O cuidado e a manutenção dos jardins de chuva acontece em parceria entre o DEP de Nova York e um grupo de cidadãos voluntários chamados "protetores do porto". Os jardins de chuva são inspecionados e limpos pelo menos uma vez por semana.